# Asszonyfalva (Románia)
Asszonyfalva (románul Axente Sever, korábban Frâua, németül Frauendorf) falu Romániában Szeben megyében, az azonos nevű község központja.

## Fekvése
Medgyestől 15 km-re délnyugatra, Kiskapus déli szomszédságában fekszik.

## Nevének eredete
Neve arra utal, hogy egykor a királyné birtoka volt. Román nevét a falu szülöttéről, Axente Sever 1848-as román tömeggyilkosról kapta 1950-ben.

## Története
A község területén újkőkorszaki, kora bronzkori, kora vaskori leleteket, illetve a Kr. e. 3. századból származó római ezüsdénárokat találtak. A 12. században németeket telepítettek ide, ők építették a korábbi román kori templom romjain gótikus erődtemplomukat, amely 1330-ban  már állott. Erődfala 15. századi. A trianoni békeszerződésig Nagy-Küküllő vármegye Medgyesi járásához tartozott. 1910-ben 1624, többségben német lakosa volt, jelentős román kisebbséggel.

## Híres emberek
- Itt született 1821-ben Ratiu-Baciu Ioan néven Ioan Axente Sever(wd) román népvezér, aki 1849-ben szabadcsapatai élén a császári seregek oldalán részt vett az érchegységi harcokban. A Sever vezette román szabadcsapatok egyebek között részt vettek Abrudbánya és Nagyenyed elpusztításában.

## Látnivalók
- 14-16. századi evangélikus erődtemplom
- Evangélikus lelkészlak (16-18. század)